# Remedios (Kolumbia)
Remedios – miasto w Kolumbii, w departamencie Antioquia.